# 秋島百合子
秋島 百合子（あきしま ゆりこ 1950年 - ）は、東京都出身、ロンドン在住のジャーナリスト。

## 人物
青山学院大学文学部英米文学科を卒業後、ウォール・ストリート・ジャーナル東京支局就職。1975年にイギリスに渡る。英国放送協会（BBC）の海外放送日本語担当アナウンサーとして日本語番組や英語講座番組で3年間活動し、その後もロンドンを拠点に音楽・芸術・文化についての評論を行う。
1985年に「この世はすべて舞台」で、評論のコンテスト「朝日ジャーナル大賞」の優秀賞を受賞した。後に『シェークスピア式イギリス診断』として出版。

## 著書
- 『イギリスの女性たち―ロンドンからのリポート』サイマル出版会(ライオン・シリーズ)　1979年
- 『シェークスピア式イギリス診断―この世はすべて舞台』 (朝日ノンフィクション) 1986年
- 『アナウンサーはなぜ消えたのか―イギリス式テレビ制作術』草思社 1989年
- 『メリー・ポピンズは生きている―現代英国ナニー事情』朝日新聞社 1991年
- 『パブリック・スクールからイギリスが見える』朝日新聞社 1995年
- 『蜷川幸雄とシェークスピア』KADOKAWA 2015